# Lobelia organensis
Lobelia organensis är en klockväxtart som beskrevs av George Gardner. Lobelia organensis ingår i släktet lobelior, och familjen klockväxter. Inga underarter finns listade i Catalogue of Life.